# Blick über den Tellerrand
Über den Tellerrand schauen (auch über den Tellerrand hinausschauen, über den Tellerrand blicken oder über den Tellerrand hinausblicken) ist eine deutsche Redewendung. Sie bezeichnet ein Verhalten, bei der eine Person offen für Neues und Ungewohntes und weltoffen ist, neue Eindrücke gewinnen kann, sehen kann, wie andere Menschen leben, einen weiten Horizont hat, neue Perspektiven einnehmen kann, die Konsequenzen des eigenen Tuns bedenken kann, nicht egozentrisch ist, sich eine umfassende Meinung bilden kann und neue Sichtweisen ergründen kann.
Dem Sprachwissenschaftler Heinz Küpper nach soll die Redewendung von Bundeswirtschaftsminister Karl Schiller geprägt worden sein. In seinem Kündigungsschreiben an Bundeskanzler Willy Brandt schrieb er im Jahr 1972: „Die Regierung hat die Pflicht, über den Tellerrand des Wahltermins hinauszublicken und dem Volke rechtzeitig zu sagen, was zu leisten und was zu fordern ist.“ Bereits im Jahr 1953 verwendete Arno Scholz in seinem Buch Berlin im Würgegriff den Begriff Tellerand als Metapher für einen zu engen Horizont: „So ist es auch jetzt wieder; ein großer Teil der Deutschen sieht wiederum nur bis zum eigenen Tellerrand.“
Das sprachliche Bild kann als Pendant zur Redewendung Scheuklappen tragen angesehen werden.

## Redewendung in anderen Sprachen
Ähnliche Metaphern beziehungsweise Redensarten mit derselben Aussage finden sich auch in anderen Kulturkreisen und Sprachen.
Die chinesische Redensart Jing Di Zhi Wa, auf Deutsch Der Frosch im Brunnen, beschreibt ebenfalls eine eingeschränkte Perspektive. Thinking Outside/Beyond the Box oder Thinking Outside the Square sind englische bzw. amerikanische Redewendungen mit ähnlichem Sprachbild.

## Anwendung
Eine gemeinnützige Organisation firmiert demgemäß unter dem Namen Über den Tellerrand. 